# Quatuor à cordes no 4 de Beethoven
Op. 18 : no 4
Pour les articles homonymes, voir Quatuor à cordes no 4.

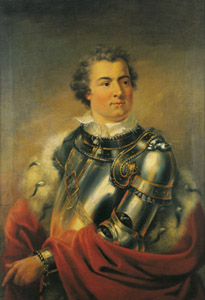
Portrait du prince Lobkowitz par August Friedrich Oelenhainz.

Le Quatuor à cordes no 4 en do mineur, opus 18 no 4, de Ludwig van Beethoven, est composé entre 1799 et 1800, publié en 1801 et dédié avec les cinq autres quatuors de l'opus 18 au prince Joseph Franz von Lobkowitz. Il est chronologiquement l'avant-dernier des six premiers quatuors de Beethoven.

## Présentation de l'œuvre
Avant-dernier dans l'ordre chronologique, ce quatuor est composé au cours de l'été et de l'automne 1799 juste avant le opus 18 no 6. Par son climat d'ut mineur (la sonate pour piano op. 13 de la même période est aussi 
en ut mineur) et une certaine effervescence dramatique, ce quatuor est le plus purement beethovenien de la série.
L'édition originale des six quatuors de l'opus 18 est réalisée à Vienne par Tranquillo Mollo, en deux livraisons, juin et octobre 1801. Le titre est en français : « Six Quatuors pour deux violons, Alto et Violoncelle composés et dédiés a son Altesse Monseigneur le prince régnant de Lobkowitz par Louis van Beethoven ».
Il comporte quatre mouvements :
1. Allegro, ma non tanto, à , en ut mineur
2. Andante scherzoso, quasi Allegretto, à 
, en ut majeur
3. Menuetto. Allegretto, à 
, en ut mineur
4. Allegro, à , en ut mineur

Sa durée d’exécution est d'environ 23 minutes.

## Repères discographiques
- Quatuor Busch, 1942 (Sony)[6]
- Quatuor Hongrois, 1953 (EMI)[7]
- Quatuor Fine Arts, 1959 (Concert-Disc)
- Quatuor Végh, 1974 (Auvidis-Valois)[8]
- Quatuor Alban Berg, 1979 (EMI)[9],[10]
- Quatuor Takács, 2004 (Decca)[11]
- Quatuor de Tokyo, 2009 (Harmonia Mundi)
- Quatuor Artemis, 2011 (Virgin Classics)[12]
- Quatuor Belcea, 2012 (Zig-Zag Territoires)[13]
- Quatuor Ébène, 2020 (Erato)[14]